# Shiranui Kōemon
Shiranui Kōemon (不知火 光右衛門 en  japonés, nacido el 3 de marzo de 1825 – fallecido el 29 de febrero de 1879) fue un luchador profesional de sumo originario de Kikuchi, Provincia de Higo. Fue el 11º yokozuna del deporte.

## Carrera
Nacido como Harano Minematsu (原野 峰松), más tarde cambió su nombre a Chikahisa (近久). A la edad de 16 ya era conocido en el sumo amateur local. Ingresó a Osaka en otoño de 1846. Su entrenador era Minato-oyakata, antiguo yokozuna Shiranui Dakuemon, quien también era de Kumamoto y un miembro poderoso de la Organización de Sumo de Osaka.  En mayo de 1847 hizo su debut profesional en el sumo de Osaka. Minato-oyakata se dio cuenta de su potencial y en 1849 fue transferido a la heya Sakaigawa, perteneciente a la Organización de sumo de Edo (hoy Tokio).
Hizo su debut en noviembre de 1850 usando el shikona Tono Minegorō (殿 峯五郎) y alcanzó la división makuuchi en noviembre de 1856. Luego de su ascenso cambió su shikona a Shiranui Kōemon. Fue promovido a Ozeki en marzo de 1862 y en octubre de 1963 se le concedió la licencia de yokozuna.
Era conocido más por su técnica que por su fuerza y era especialmente temido por su habilidad con la mano derecha. Shiranui también era un experto en el agarre de piernas y esto quedó demostrado en un combate contra Ryōgoku Kajinosuke, cuando Shiranui logró derribarlo con un movimiento limpio.
A pesar de que su puntuación como Ozeki no era particularmente buena, se le concedió la licencia de Yokozuna a la edad de 38 años. Respecto a esto, se suele comentar que a Shiranui se le otorgó dicha licencia más por su popularidad entre el público y por sus años de servicio al sumo que por otra cosa. También se tiene en cuenta el que hecho de Shiranui era cercano a la Casa de Yoshida Tsukasa, quien era el encargado de repartir las licencias.
El nombre de uno de los estilos de yokozuna dohyo-iri (la ceremonia de entra al ring llevada a cabo por los yokozuna) viene de él. Se dice que su manera de ejecutar el ritual era magistral, y que la ceremonia siempre era un deleite para las multitudes que asistían a los torneos, incluso más que los mismos combates. Shiranui continuó realizando la ceremonia durante tres años, después de su retiro.
A pesar de lo anterior, no hay pruebas de que Shiranui ejecutara lo que hoy se conoce como “Estilo Shiranui”. De hecho, es considerado por muchos historiadores del sumo como el organizador del estilo Unryu. Hay una foto suya en la cual ejecuta la ceremonia sosteniendo su brazo contra su pecho, lo cual indica un estilo Unryu en vez de Shiranui. Además de esto, el 22º yokozuna Tachiyama, a quien se le atribuye el haber perfeccionado el estilo Shiranui, dijo que su ceremonia de entrada estaba basada en el estilo de Unryu Kyukichi.
Mientras que estuvo en makuuchi, Shiranui ganó 119 combates y perdió 39, logrando un porcentaje de 77.3 en victorias. Se retiró en 1869, a la edad de 44 años. Luego de eso regresó a Osaka para tomar el mando de la organización de sumo hasta su muerte en 1879.

## Historial
Durante esta época, los torneos se realizaban en distintos momentos del año. 
| -    | Primavera                      | Invierno                       |
| 1856 | x                              | West Maegashira #7 5–0–4 1h    |
| 1857 | West Maegashira #6 2–2 2d 2h   | West Maegashira #4 4–2–1 1d 2h |
| 1858 | West Maegashira #3 5–2–2 1d    | Cancelado por incendio         |
| 1859 | West Sekiwake 4–2–1 2d 1h      | West Komusubi 6–1–2 1d         |
| 1860 | West Komusubi 8–0–1 1d CAMPEÓN | West Sekiwake 3–3–1            |
| 1861 | West Sekiwake 4–2–4            | West Sekiwake 6–1–2 1h         |
| 1862 | West Ōzeki 4–1–4 1d            | West Ōzeki 5–3–1 1d            |
| 1863 | West Ōzeki 4–2–3 1h            | no participó                   |
| 1864 | West Ōzeki 7–1–2 CAMPEÓN       | West Ōzeki 7–0–1 1d 1h CAMPEÓN |
| 1865 | West Ōzeki 1–0–8 1d            | West Ōzeki 6–1 2d              |
| ---- | ------------------------------ | ------------------------------ |
| 1866 | West Ōzeki 6–2–2               | East Ōzeki 6–1–3               |
| 1867 | East Ōzeki 7–1–2               | East Ōzeki 2–2–5 1d            |
| 1868 | East Ōzeki 6–1–3               | East Ōzeki 5–3–2               |
| 1869 | East Ōzeki 6–2–2               | East Ōzeki RETIRADO 0–0–10     |